# Leucogoniella
Leucogoniella is een geslacht van vlinders van de familie tastermotten (Gelechiidae).

## Soorten
- L. californica (Keifer, 1930)
- L. distincta (Keifer, 1935)
- L. subsimella (Clemens, 1860)